# Richard Hart
Richard Hart, född den 14 oktober 1968 i Toronto, Ontario, är en kanadensisk curlingspelare.
Han tog OS-silver i herrarnas curlingturnering i samband med de olympiska curlingtävlingarna 1998 i Nagano.